# Стуков, Константин Константинович
Константин Константинович Стуков (1809—1883) — протоиерей Русской православной церкви, миссионер и сибирский этнограф.

## Биография
Константин Стуков родился в 1809 году; образование получил в Иркутской духовной семинарии, по окончании курса которой (1830) был назначен учителем в иркутском приходском училище; в 1831 году он был рукоположён во священники к Воскресенской церкви в Иркутске, а в 1832 году определён смотрителем Нерчинского духовного училища и учителем в нём древних языков . 
Преподаванием этих предметов К. К. Стуков занимался с исключительным успехом, за что неоднократно получал благодарности от архиерея и даже от местной консистории, с которой вообще не ладил, главным образом из-за того, что он с церковной кафедры часто изобличал, иногда в весьма резкой форме, ненормальные условия жизни, созданные безумной погоней наезжих в Нерчинск промышленников и местных жителей за лёгкой наживой, погоней за золотом, находимым в окрестных россыпях и рудниках. 
В 1836 году Стуков был назначен настоятелем собора, первоприсутствующим членом нерчинского духовного правления и удостоен сана протоиерея. К нерчинскому же периоду жизни Стуков относится его знакомство с некоторыми из сосланных туда декабристов; частые беседы с ними оказали значительное влияние на образ его мыслей; при их же помощи он основательно изучил польский, французский и немецкий языки. 
После кратковременного священства при иркутской Преображенской церкви (1841—1842 гг.), Константин Константинович Стуков в 1843 году был назначен миссионером к хоринским монголо-бурятам, среди которых работал в течение восьми лет, вплоть до 1851 года, когда был определён протоиереем в Читу. За время миссионерства он в совершенстве усвоил монгольский и бурятский языки, пристрастился к чтению монгольской литературы и основательно, по первоисточникам, изучил одну из самых распространённых религий — буддизм, что давало ему, как миссионеру, сильное оружие в прениях с ламами и в высокой степени способствовало успеху его деятельности.
Протоиерейство Стукова в Чите продолжалось всего два года (1851—1853) и закончилось для него печально. Колонизаторская деятельность в этом молодом крае администрации, во главе которой стоял генерал-лейтенант граф Павел Иванович Запольский, атаман Забайкальских войск, велась слишком прямолинейно, почти грубо; преследуя в сущности единственную цель, разработку золотых россыпей, она совершенно не считалась с остальными обстоятельствами, менее всего с той рабочей силой, которая употреблялась для эксплуатации рудников и россыпей — с арестантами нерчинской каторги. Обращение с ними было в высшей степени жестокое; в особенности прославился этим карийский купец Разгильдяев, который по словам Стукова, пользуясь покровительством администрации, «чтобы заполучить чин и промыть 100 пудов золота, в одно лето закопал в могилу тысячи несчастных каторжников и тем возбудил моровую язву». 
Против этих жестокостей и возвысил свой голос Стуков. Первые его протесты повели к тому, что его перестали принимать в местном обществе, засыпали всякими предписаниями, замечаниями, придирками и пр. Тогда Стуков во время одного из богослужений, на котором присутствовала вся местная знать, произнёс резкую обличительную проповедь. Последствием её был вызов Стукова в Иркутск и отстранение его от должности без всякого суда и следствия. Оставшись без всяких средств к жизни и с большой семьёй на руках, он поселился в Иркутске и с жаром отдался литературной деятельности, сотрудничая в «Иркутских губернских ведомостях», «Иркутских епархиальных ведомостях», в «Записках Сибирского отдела русского географического общества» и других изданиях. В течение этого 13-летнего периода (1853—1866 гг.) исключительно литературной деятельности Стуков был избран в члены Императорского русского географического общества (1862), в действительные члены Иркутского губернского статистического комитета (1863), удостоился получить Высочайшую благодарность за поднесённое Императору сочинение на монгольском языке, в 1865 году за труды по «отечественному землеведению» был награждён серебряною медалью от географического общества, последним был неоднократно командирован в различные, места для сбора этнографических сведений наконец, написал ряд научных работ.
Наиболее ценными из его трудов являются: «Разбор сочинения (епископа Нила); Буддизм, рассматриваемый в отношении к последователям его, обитающим в Сибири» («Иркутсие губернские ведомости», 1859 г., № 9—24), «О затмениях солнца и луны по понятиям северных буддистов» («Амур», 1860 г., № 7), «Несколько слов о ламайской медицине» («Амур», 1861 г., № 37—38), «Заметки о музеуме, состоящем при сибирском отделе Императорского pycckoго географического общества» («Амур», 1862 г., № 34), «Возражение против статьи: О буддизме» («Иркутские епархиальные ведомости», 1863 г., № 39), «Из подённой записки, ведённой на Братской степи, что в Забайкальской области» («Сибирский вестник», 1864 г., № 19), «Из дневника, ведённого на Братской степи» («Иркутские епархиальные ведомости», 1866 г., № 26—28) и «Очерки монголо-бурят, кочующих в Восточной Сибири» — главный труд («Записки сибирского отдела Императорского русского географического общества», 1865 г., книга VIII).
В 1866 году Стуков, «как человек, к прохождению миссионерской должности очень способный и в познании монгольского языка весьма сведущий» (из формуляра), был снова назначен миссионером, на этот раз в Тункинский край, откуда, после двухлетней работы, перевёлся настоятелем Покровской церкви в Иркутске.
Расстроенное здоровье Стукова заставило его просить о переводе в деревушку, где он мог бы отдохнуть, следствием чего в 1871 году явилось назначение его священником в село Оёку. В 1874 году, он вышел в заштат. Характерной чертой в деятельности Стукова, как миссионера, является то, что проповеди христианского учения он предпосылал, так сказать, проповедь оседлости, ибо свойственный многим племенам Азии кочевой образ жизни служил неодолимым препятствием для успешности религиозной проповеди; наоборот, оседлый образ жизни, а в связи с ним и земледелие являлись благоприятными условиями для достижения той же цели. Благодаря такому образу действий, Стуков имел, как миссионер, значительный успех и вполне заслужил консисторское определение: «к прохождению миссионерской должности очень способный».
Константин Константинович Стуков умер 20 декабря 1883 года в селе Оёке, Иркутской губернии.